# Drusa
Drusa là chi thực vật có hoa trong họ Apiaceae.